# Katya Lel
 (décembre 2024).
Katya Lel
Yekaterina Nikolayevna Chuprinina (Russe : Екатерина Николаевна Чупринина), née le 20 septembre 1974, est une chanteuse de pop russe, connue sous son nom de scène, Katya Lel (Катя Лель). Par ailleurs elle a remporté la distinction d'artiste émérite de la fédération de Russie

## Enfance
Chuprinina est née à Nalchik, en Kabardino-Balkarie (auparavant République socialiste soviétique autonome kabardino-balkare). Elle est diplômée de l'école de musique locale.

## Études
En 1994, elle s'inscrit en classe de chant de l'académie Gnessine, à Moscou où elle obtiendra son diplôme en 1998. Elle a notamment Joseph Kobzon et Lev Lechtchenko comme professeurs.

## Carrière musicale
Tout juste diplômée, elle démarre une carrière solo avec la sortie de l'album Champs Elysee qui est un succès à son échelle lui permettant de se lancer dans une tournée. En 2003, elle change de style musical et commence à travailler avec le producteur Maxim Fadeev. Cette collaboration permet notamment la sortie du tube Ma marmelade (Мой Мармеладный) le 28 février 2003, qui devient populaire dans la Communauté des États indépendants. Ma marmelade refait surface sur TikTok en novembre 2023. Les utilisateurs reprennent la chanson en playback en jouant avec les stéréotypes de la mode russe comme le manteau de fourrure. Cette tendance représente plus de 100 000 vidéos et cumule un milliard de vue. L'artiste répond à ses fans sur le réseaux social Instagram en remerciant chacun d'entre eux pour le soutien apporté et explique que la vie est remplie de surprises,,.

## Discographie

### Albums
- Yeliseyskiye polya (1998)
- Talisman (1999)
- Sama (2000)
- Mezhdu nami (2002)
- Dzhaga-dzhaga (2004)
- Kruchu-verchu (2005)
- Ya tvoya (2008)
- Solntse lyubvi (2013)
- Moya tema (2019)
- Siyaniye (2020)

## Vie personnelle
De 2018 à 2023 Katya Lel fût mariée à l'homme d'affaire Igor Kuznetsov avec qui elle a eu une fille Emilia